# Dennis Davis

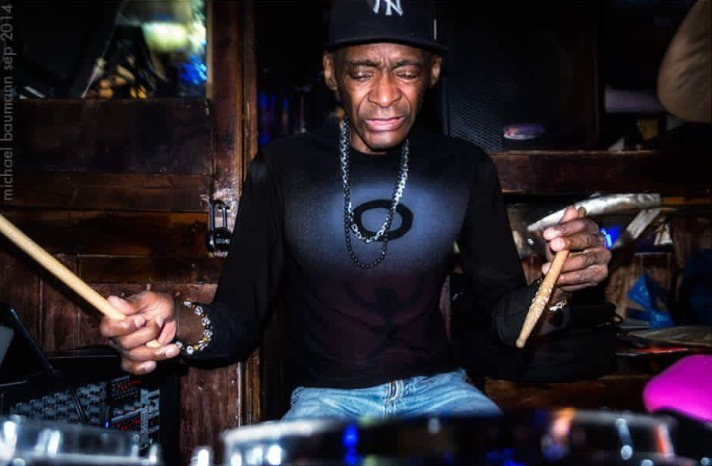
Dennis Davis

Dennis Davis, född 28 augusti 1951 på Manhattan i New York, död 2016, var en amerikansk trummis, mest känd för att spelat med David Bowie från mitten av 70-talet fram till 1980 och albumet Scary Monsters. Rytmsektionen på det albumet utgjordes av Davis och basisten Murray. Exempel är låtarna Ashes to Ashes och Fashion.